# Envenenamiento de Serguéi y Yulia Skripal
El envenenamiento de Serguéi y Yulia Skripal se produjo el 4 de marzo de 2018 cuando Serguéi Skripal, un exoficial militar ruso y agente doble de los servicios de inteligencia del Reino Unido, y su hija, Yulia Skripal, fueron envenenados en la ciudad de Salisbury, Inglaterra con un agente nervioso Novichok, según fuentes del Reino Unido y la Organización para la Prohibición de las Armas Químicas (OPAQ). Después de tres semanas en estado crítico, Yulia recuperó el conocimiento y pudo hablar; fue dada de alta del hospital el 9 de abril. Serguéi también se encontraba en estado crítico hasta que recuperó el conocimiento un mes después del ataque; fue dado de alta el 18 de mayo. Un oficial de policía también fue llevado a cuidados intensivos después de asistir al incidente. El 22 de marzo se había recuperado lo suficiente como para dejar el hospital.
En la década de 1990, Serguéi Skripal fue oficial del Departamento Central de Inteligencia de Rusia (GRU por sus siglas en ruso) y trabajó como agente doble para el Servicio Secreto de Inteligencia (MI6) del Reino Unido desde 1995 hasta su arresto en Moscú en diciembre de 2004. En agosto de 2006, fue declarado culpable de alta traición y condenado a 13 años en una colonia penal por un tribunal ruso. Se instaló en el Reino Unido en 2010 tras el intercambio de espías del Programa de Ilegales. Serguéi tiene doble ciudadanía rusa y británica; Yulia es ciudadana rusa y estaba visitando a su padre desde Moscú.
Posteriormente, el 12 de marzo, el gobierno británico acusó a Rusia de intento de asesinato y anunció una serie de medidas punitivas contra Rusia, incluida la expulsión de diplomáticos, el 14 de marzo. La evaluación oficial del Reino Unido del incidente fue apoyada por otros 28 países que respondieron de manera similar. En total, 153 diplomáticos rusos, un número sin precedentes, fueron expulsados. Rusia negó las acusaciones y respondió de manera similar a las expulsiones y acusó a Gran Bretaña del envenenamiento, afirmando que «podría haber sido de interés para Gran Bretaña» envenenar a Serguéi.
El 30 de junio de 2018, un envenenamiento similar de dos ciudadanos británicos en Amesbury, siete millas al norte de Salisbury, involucró al mismo agente nervioso. Un hombre encontró un frasco de perfume, que luego se descubrió que contenía el agente, en una papelera en algún lugar de Salisbury y se lo dio a una mujer que se lo roció en la muñeca. La mujer, Dawn Sturgess, enfermó a los 15 minutos y murió el 8 de julio, pero el hombre, Charlie Rowley, que también entró en contacto con el veneno, sobrevivió. La policía británica cree que este incidente no fue un ataque dirigido, sino el resultado de la forma en que se eliminó el agente nervioso después del envenenamiento en Salisbury.
El 5 de septiembre de 2018, las autoridades británicas identificaron a dos ciudadanos rusos, con los nombres de Alexander Petrov y Ruslán Boshírov, como sospechosos del envenenamiento de los Skripal, y alegaron que eran oficiales activos en la inteligencia militar rusa. El 26 de septiembre de 2018, el sitio web de investigación Bellingcat publicó una declaración de que había identificado positivamente al hombre conocido como Ruslan Boshirov como el altamente condecorado coronel del GRU, Anatoliy Chepiga. El 8 de octubre de 2018, Bellingcat afirmó que la identidad real del sospechoso nombrado por la policía como Alexander Petrov era Aleksandr Mishkin, un doctor también del GRU. Un tercer oficial de GRU presente en el Reino Unido durante el tiempo en que Serguéi y Yulia Skripal entraron en coma ha sido identificado como Denís Serguéiev (en), un graduado de la Academia Diplomática Militar de Rusia. Se cree que Serguéiev tiene el rango de mayor general en el GRU. El patrón de sus comunicaciones mientras estuvo en el Reino Unido indica que el general de división Serguéiv se comunicó con oficiales superiores en Moscú. El intento de asesinato fue presuntamente organizado por una unidad secreta 29155 del GRU ruso (GRU Unit 29155) bajo el mando del mayor general Andréi V. Averyánov. La unidad es presuntamente responsable de desestabilizar países europeos y organizar un intento de golpe de Estado de Montenegro en 2016.
El 27 de noviembre de 2019, el organismo de control mundial de armas químicas de la Organización para la Prohibición de las Armas Químicas (OPAQ) agregó a Novichok, el agente nervioso de la era soviética utilizado en el ataque, a su lista de toxinas prohibidas.

## Cronología de sucesos
- A las 14:40 GMT del 3 de marzo de 2018, Yulia Skripal voló al aeropuerto de Heathrow desde Rusia.
- A las 09:15 del 4 de marzo, el BMW 320d 2009 color bordó de Serguéi Skripal fue visto en el área de London Road, Churchill Way North y Wilton Road en Salisbury.
- A las 13:30 se vio el coche de Skripal en Devizes Road en el camino hacia el centro de la ciudad.
- A las 13:40, los Skripal llegaron al aparcamiento del nivel superior de Maltings, Salisbury y luego fueron al Bishops Mill Pub en el centro de la ciudad.
- A las 14:20 almorzaron en Zizzi en Castle Street.
- A las 15:35 salieron del restaurante Zizzi.[34]
- A las 16:15, una llamada de los servicios de emergencia informó que Serguéi Skripal, un residente de Salisbury de 66 años, y su hija Yulia de 33 años habían sido encontrados inconscientes en un banco público en el centro de Salisbury por una jefa de enfermería oficial del Ejército Británico y su hija que pasaban por el lugar.[b][37][38][39] Un testigo vio a Yulia echando espuma por la boca con los ojos bien abiertos pero completamente blancos.[40] Según una declaración posterior del gobierno británico, estaban «entrando y saliendo de la conciencia en un banco público».[41]
- A las 17:10, fueron trasladados por separado al Salisbury District Hospital en una ambulancia y una ambulancia aérea.[42]

A las 09:03 de la mañana siguiente, la Salisbury NHS Foundation Trust declaró un incidente importante en respuesta a las preocupaciones planteadas por el personal médico; poco después, esto se convirtió en un incidente de varias agencias llamado Operación Fairline.
Las autoridades de salud revisaron a 21 miembros de los servicios de emergencia y al público en busca de posibles síntomas; dos policías fueron tratados por síntomas menores, que se dice que eran picazón en los ojos y sibilancias, mientras que uno, el sargento detective Nick Bailey, que había sido enviado a la casa de Skripal, se encontraba en estado grave.
El 22 de marzo de 2018, Bailey fue dada de alta del hospital. En un comunicado dijo que «la vida normal para mí probablemente nunca volverá a ser la misma» y también agradeció al personal del hospital. Al 26 de marzo de 2018, Skripal y su hija seguían gravemente enfermos. El 29 de marzo de 2018 se anunció que la condición de Yulia estaba mejorando y que ya no se encontraba en estado crítico. El 5 de abril de 2018, los médicos dijeron que Sergei ya no se encontraba en estado crítico y respondía bien al tratamiento. El 9 de abril de 2018, Yulia fue dada de alta del hospital y trasladada a un lugar seguro. El 18 de mayo de 2018, Serguéi Skripal también fue dado de alta del hospital. El 23 de mayo de 2018, una carta escrita a mano y una declaración en video de Yulia fueron entregadas a la agencia de noticias Reuters por primera vez después del envenenamiento. Dijo que tenía suerte de estar viva después del envenenamiento y agradeció al personal del hospital de Salisbury. Ella describió su tratamiento como lento, pesado y extremadamente doloroso y tenía una cicatriz en el cuello, aparentemente de una traqueotomía. Expresó su esperanza de que algún día regresaría a Rusia. Agradeció a la embajada rusa por su ofrecimiento de asistencia, pero dijo que ella y su padre "no estaban preparados para aceptarla".
El 5 de abril de 2018, las autoridades británicas dijeron que dentro de la casa de Skripal, que había sido sellada por la policía, dos conejillos de indias fueron encontrados muertos por veterinarios, cuando se les permitió entrar, junto con un gato en estado de angustia, que tuvo que ser sacrificado.
El 22 de noviembre, se publicó la primera entrevista con el sargento detective Bailey en la que informó que había sido envenenado, a pesar de que inspeccionó la casa de los Skripal con un traje forense. Además del envenenamiento, Bailey y su familia habían perdido su casa y todas sus posesiones debido a la contaminación. Los investigadores dijeron que el frasco de perfume que contenía Novichok, que luego se encontró en un contenedor, contenía suficiente agente nervioso como para potencialmente matar a miles de personas.
A principios de 2019, contratistas de la construcción construyeron un «marco sellado» de andamios sobre la casa y el garaje de la casa de Skripal. Luego, un equipo militar desmanteló y removió los techos de ambos edificios en el transcurso de dos semanas. A la limpieza y descontaminación siguió la reconstrucción durante un período de cuatro meses. El 22 de febrero de 2019, funcionarios del gobierno anunciaron que el último de los 12 sitios que habían sido sometidos a una limpieza intensa y peligrosa, la casa de Skripal, había sido considerada segura.
En mayo de 2019, Serguéi Skripal hizo una llamada telefónica y dejó un mensaje de voz a su sobrina Viktoria que vive en Rusia. Esta fue la primera vez después del envenenamiento que el público escuchó su voz.
En agosto de 2019, se confirmó que un segundo policía había sido envenenado durante la investigación, pero solo en cantidades mínimas.

## Investigación
La primera respuesta pública al envenenamiento se produjo el 6 de marzo. En el marco de la Red Nacional de Vigilancia contra el Terrorismo, se acordó que el Comando de Lucha contra el Terrorismo de la Policía Metropolitana de Londres se haría cargo de la investigación en manos de la Policía de Wiltshire. El comisionado adjunto Mark Rowley, jefe de la policía antiterrorista, pidió testigos del incidente luego de una reunión de la COBR presidida por la ministra del Interior, Amber Rudd.
Las muestras del agente nervioso utilizado en el ataque dieron positivo en el Laboratorio de Ciencia y Tecnología de Defensa en Porton Down para un agente nervioso «muy raro», según el ministro del Interior del Reino Unido.
El 9 de marzo, se desplegaron 180 expertos militares en defensa y descontaminación de guerra química, así como 18 vehículos, para ayudar a la Policía Metropolitana a retirar vehículos y objetos del lugar y buscar cualquier rastro del agente nervioso. El personal procedía principalmente del Ejército, incluidos instructores del Centro QBRN de Defensa y el Grupo de Búsqueda y Eliminación de Artefactos Explosivos 29, así como de los Marines Reales y la Real Fuerza Aérea. Los vehículos incluían TPz Fuchs operados por Falcon Squadron del Royal Tank Regiment. El 11 de marzo, el gobierno del Reino Unido aconsejó a los presentes en el pub The Mill o en el restaurante Zizzi en Salisbury los días 4 y 5 de marzo que lavaran o limpiaran sus pertenencias, haciendo hincapié en que el riesgo para el público en general era bajo.
Varios días después, el 12 de marzo, la primera ministra Theresa May dijo que el agente había sido identificado como uno de los agentes de la familia Novichok, que se cree que fue desarrollado en la década de 1980 por la Unión Soviética. Según el embajador ruso en el Reino Unido, Aleksandr Yakovenko, las autoridades británicas identificaron al agente como A-234, derivado de una versión anterior conocida como A-232.
Para el 14 de marzo, la investigación se centró en la casa y el automóvil de Skripal, un banco donde los dos cayeron inconscientes, un restaurante en el que cenaron y un pub donde tomaron bebidas. Los militares retiraron un vehículo de recuperación de Gillingham (Dorset) el 14 de marzo, en relación con el envenenamiento.
Posteriormente, se especuló en los medios británicos de que el agente nervioso había sido colocado en uno de los artículos personales en la maleta de Yulia Skripal antes de que ella partiera de Moscú hacia Londres, y en los medios estadounidenses que lo habían colocado en su automóvil.
Ahmet Üzümcü, director general de la Organización para la Prohibición de las Armas Químicas (OPAQ), dijo el 20 de marzo que se necesitarán «otras dos o tres semanas para finalizar el análisis» de las muestras tomadas del envenenamiento de Skripal. El 22 de marzo, el Tribunal de Protección autorizó la obtención de nuevas muestras de sangre de Yulia y Serguéi Skripal para uso de la OPAQ. El 28 de marzo, la investigación policial concluyó que los Skripal fueron envenenados en la casa de Serguéi, y la mayor concentración se encontró en la manija de la puerta de su casa. El 12 de abril, la OPAQ confirmó el análisis del Reino Unido sobre el tipo de agente nervioso e informó que era de «alta pureza», indicando que «el nombre y la estructura de la sustancia química tóxica identificada figuran en el informe clasificado completo de la Secretaría, disponible a los Estados Partes».
Una carta desclasificada del asesor de seguridad nacional del Reino Unido, Sir Mark Sedwill, al secretario general de la OTAN, Jens Stoltenberg, declaró que la inteligencia militar rusa hackeó la cuenta de correo electrónico de Yulia Skripal desde al menos 2013 y probó métodos para administrar agentes nerviosos, incluso en las manijas de las puertas.
El Departamento de Medio Ambiente confirmó que el agente nervioso se administró «en forma líquida». Dijeron que ocho sitios requieren descontaminación, lo que llevará varios meses completar y costará millones de libras. La BBC informó que los expertos dijeron que el agente nervioso no se evapora ni desaparece con el tiempo, y se requiere una limpieza intensa con químicos cáusticos para deshacerse de él. La supervivencia de los Skripal posiblemente se debió al clima: había habido una densa niebla y mucha humedad, y según su inventor y otros científicos, la humedad debilita la potencia de este tipo de toxina.
El 22 de abril de 2018, se informó que la policía antiterrorista británica había identificado a un sospechoso en el envenenamiento: un ex oficial del Servicio Federal de Seguridad (según se informa, un excapitán del FSB de 54 años) que actuó bajo varios nombres en clave, entre ellos «Gordon» y «Mihails Savickis». Según los detectives, dirigió un equipo de seis asesinos rusos que organizaron el ataque con armas químicas. Sedwill informó el 1 de mayo de 2018, sin embargo, que las agencias de inteligencia y policía del Reino Unido no habían identificado a la persona o personas que llevaron a cabo el ataque.
El 3 de mayo de 2018, el jefe de la OPAQ, Ahmet Üzümcü, informó al The New York Times que le habían dicho que se pensaba que se habían utilizado en el ataque entre 50 y 100 gramos del agente nervioso, lo que indicaba que probablemente se había creado para su uso como arma y fue suficiente para matar a un gran número de personas. Sin embargo, al día siguiente, la OPAQ hizo una declaración correctora de que «la cantidad probablemente debería caracterizarse en miligramos», aunque «la OPAQ no podría estimar ni determinar la cantidad del agente nervioso que se utilizó».
El 19 de julio, la Press Association informó que la policía creía haber identificado a «varios rusos» como presuntos autores del ataque. Habían sido identificados a través de CCTV, contrastados con datos de entrada fronteriza.
El 6 de agosto de 2018, se informó que el gobierno británico estaba «listo para presentar una solicitud de extradición a Moscú para dos rusos sospechosos de llevar a cabo el ataque con un agente nervioso de Salisbury». La Policía Metropolitana usó dos súper reconocedores para identificar a los sospechosos después de rastrear hasta 5,000 horas de imágenes de CCTV de Salisbury y numerosos aeropuertos de todo el país.

### Sospechosos y cronología del ataque
El 5 de septiembre de 2018, el Crown Prosecution Service (CPS) anunció cargos en rebeldía contra dos presuntos agentes rusos. Se creía que los dos ciudadanos rusos viajaban con alias, aunque tenían pasaportes rusos genuinos con las identidades de Alexander Petrov y Ruslán Boshírov cuando solicitaron visas y entraron al Reino Unido. El CPS dijo que había suficiente evidencia para acusar a los hombres, pero no estaba solicitando a Rusia la extradición de los dos sospechosos. Se emitieron Circulares Rojas de Interpol y órdenes europeas de detención y entrega en caso de que los sospechosos viajen a la Unión Europea. Como parte del anuncio, Scotland Yard y el Comando contra el Terrorismo publicaron un seguimiento detallado de las 48 horas de las personas en el Reino Unido. Esto cubría su llegada desde Moscú al aeropuerto de Londres-Gatwick, un viaje a Salisbury en tren el día antes del ataque, que según la policía fue para reconocimiento, un viaje a Salisbury en tren el día del ataque y el regreso a Moscú a través del aeropuerto de Londres-Heathrow. Los dos pasaron las dos noches en el City Stay Hotel, junto a la estación de DLR Bow Church en Bow (Londres). Novichok fue encontrado en su habitación de hotel después de que la policía la cerrara el 4 de mayo de 2018. Neil Basu, líder nacional de vigilancia contra el terrorismo, dijo que se llevaron a cabo pruebas en su habitación de hotel y que se «consideró segura».
La primera ministra británica, Theresa May, anunció en la Cámara de los Comunes el mismo día que los servicios de inteligencia británicos habían identificado a los dos sospechosos como oficiales del Departamento Central de Inteligencia (anteriormente conocido como GRU) y que el intento de asesinato no fue una operación deshonesta y fue «casi seguro» aprobado en un nivel superior del gobierno ruso. May también dijo que Gran Bretaña presionaría para que la Unión Europea acuerde nuevas sanciones contra Rusia.
El 5 de septiembre de 2018, el sitio de noticias ruso Fontanka informó que los números de los archivos de pasaportes filtrados de Petrov y Boshírov están separados por solo tres dígitos, y se encuentran en un rango que incluye los archivos de pasaporte de un oficial militar ruso expulsado de Polonia por espionaje. No se sabe cómo se obtuvieron los archivos de pasaportes, pero Andrew Roth, corresponsal en Moscú de The Guardian, comentó que «si se confirma la información, sería un gran error de la agencia de inteligencia, al permitir que cualquier país verifique los datos de los pasaportes para los rusos que solicitan visas o ingresan al país contra una lista de casi 40 archivos de pasaportes de presuntos oficiales del GRU». El 14 de septiembre de 2018, las plataformas en línea Bellingcat y la publicación rusa The Insider señalaron que en los archivos de pasaportes filtrados de Petrov, no hay registro de una dirección residencial o cualquier documento de identificación antes de 2009, lo que sugiere que el nombre es un alias creado ese año; el análisis también señaló que el expediente de Petrov está sellado «No proporcione ninguna información» y tiene la anotación manuscrita «S.S.», una abreviatura común en ruso para «alto secreto». El 15 de septiembre de 2018, el periódico ruso de oposición Nóvaya Gazeta informó haber encontrado en los archivos de pasaportes de Petrov un número críptico que parece ser un número de teléfono asociado con el Ministerio de Defensa de Rusia, muy probablemente la Dirección de Inteligencia Militar.
El 26 de septiembre de 2018, The Daily Telegraph reveló la verdadera identidad del sospechoso nombrado por la policía como Ruslán Boshírov como coronel Anatoliy Chepiga, citando informes de él mismo y Bellingcat, y Petrov tiene un rango más bajo en el GRU. El hombre, entonces de 39 años, fue nombrado Héroe de la Federación Rusa por decreto del presidente en 2014. Dos fuentes de seguridad europeas confirmaron que los detalles eran precisos. La BBC comentó: «La BBC entiende que no hay disputa sobre la identificación». El ministro de defensa británico Gavin Williamson escribió: «Se ha revelado la verdadera identidad de uno de los sospechosos de Salisbury como un coronel ruso. Quiero agradecer a todas las personas que tan incansablemente están trabajando en este caso». Sin embargo, esa declaración fue posteriormente eliminada de Twitter.
El 8 de octubre de 2018, se reveló la identidad real del sospechoso nombrado por la policía como Alexander Petrov como Aleksandr Mishkin.
El 22 de noviembre de 2018, la policía publicó más imágenes de CCTV, con los dos sospechosos caminando en Salisbury.
El 19 de diciembre de 2018, Mishkin (alias Petrov) y Chepiga (alias Boshírov) se agregaron a la lista de sanciones del Departamento del Tesoro de los Estados Unidos junto con otros 13 miembros de la agencia GRU.
El 6 de enero de 2019, el Telegraph informó que las autoridades británicas habían establecido todos los detalles esenciales del intento de asesinato, incluida la cadena de mando que conducía a Vladímir Putin.

## Respuesta del Reino Unido
A los pocos días del ataque, la presión política comenzó a aumentar sobre el gobierno de Theresa May para que tomara medidas contra los perpetradores, y la mayoría de los políticos de alto rango parecían creer que el gobierno ruso estaba detrás del ataque. La situación también era delicada para Rusia, ya que el presidente ruso Vladímir Putin se enfrentaba a su cuarta elección presidencial a mediados de marzo, y Rusia iba a albergar la competición de fútbol de la Copa Mundial de la FIFA 2018 en junio. Al responder a una pregunta urgente de Tom Tugendhat, presidente del Comité Selecto de Asuntos Exteriores de la Cámara de los Comunes, quien sugirió que Moscú estaba llevando a cabo «una forma de guerra blanda contra Occidente», el secretario de Relaciones Exteriores, Boris Johnson, dijo el 6 de marzo que el gobierno «respondería de manera apropiada y enérgica» si se descubría que el estado ruso estuvo involucrado en el envenenamiento. La ministra del Interior del Reino Unido, Amber Rudd, dijo el 8 de marzo de 2018 que el uso de un agente nervioso en suelo británico era un «acto descarado e imprudente» de intento de asesinato «de la manera más cruel y pública».
La primera ministra Theresa May dijo en la Cámara de los Comunes el 12 de marzo:

Ahora está claro que el Sr. Skripal y su hija fueron envenenados con un agente nervioso de grado militar de un tipo desarrollado por Rusia. Esto es parte de un grupo de agentes nerviosos conocidos como 'Novichok'. Basado en la identificación positiva de este agente químico por expertos líderes en el mundo en el Laboratorio de Ciencia y Tecnología de Defensa en Porton Down; nuestro conocimiento de que Rusia ha producido anteriormente este agente y todavía sería capaz de hacerlo; el historial de Rusia en la realización de asesinatos patrocinados por el estado; y nuestra evaluación de que Rusia ve a algunos desertores como objetivos legítimos de asesinatos; el Gobierno ha llegado a la conclusión de que es muy probable que Rusia fuera responsable del acto contra Serguéi y Yulia Skripal. Señor presidente [de la Cámara], por lo tanto, solo hay dos explicaciones plausibles para lo que sucedió en Salisbury el 4 de marzo. O fue un acto directo del Estado ruso contra nuestro país. O el gobierno ruso perdió el control de este agente nervioso potencialmente catastróficamente dañino y permitió que cayera en manos de otros.

May también dijo que el gobierno del Reino Unido solicitó que Rusia explicara cuál de estas dos posibilidades era antes de finales del 13 de marzo de 2018. También dijo: «[E]l asesinato extrajudicial de terroristas y disidentes fuera de Rusia recibió sanción legal por parte del Parlamento ruso en 2006. Y, por supuesto, Rusia usó sustancias radiológicas en su bárbaro asalto contra Litvinenko». Dijo que el gobierno del Reino Unido «consideraría en detalle la respuesta del Estado ruso» y en caso de que no hubiera una respuesta creíble, el gobierno «concluiría que esta acción equivale a un uso ilegal de la fuerza por parte del Estado ruso contra Reino Unido» y seguirían las medidas. Los medios británicos calificaron la declaración como «el ultimátum de Theresa May a Putin».
El 13 de marzo de 2018, la ministra del Interior del Reino Unido, Amber Rudd, ordenó una investigación por parte de la policía y los servicios de seguridad sobre la presunta participación del Estado ruso en 14 muertes sospechosas anteriores de exiliados y empresarios rusos en el Reino Unido.
May dio a conocer una serie de medidas el 14 de marzo de 2018 en represalia por el ataque de envenenamiento, luego de que el gobierno ruso se negara a cumplir con la solicitud del Reino Unido de que se le informara del incidente. Una de las principales medidas fue la expulsión de 23 diplomáticos rusos que presentó como «acciones para desmantelar la red de espionaje rusa en el Reino Unido», ya que estos diplomáticos habían sido identificados por el Reino Unido como «agentes de inteligencia no declarados». La BBC informó otras respuestas, que incluyen:
- Aumento de los controles en vuelos privados, aduanas y carga.
- Congelación de activos estatales rusos cuando haya pruebas de que pueden utilizarse para amenazar la vida o la propiedad de ciudadanos o residentes del Reino Unido.
- Planes para considerar nuevas leyes para aumentar las defensas contra la «actividad estatal hostil».
- Que ministros y la familia real británica boicoteen la Copa Mundial de la FIFA 2018 en Rusia.
- Suspensión de todos los contactos bilaterales de alto nivel entre el Reino Unido y Rusia.
- Retirada de la invitación estatal al ministro de Relaciones Exteriores de Rusia, Serguéi Lavrov.[14]
- Un nuevo centro de defensa de armas químicas de 48 millones de libras esterlinas.[135]
- Ofrecer vacunas voluntarias contra el ántrax a las tropas británicas que se mantienen en alta disposición para que estén listas para desplegarse en áreas donde existe riesgo de este tipo de ataque.[136]

May dijo que algunas medidas planeadas por el gobierno «no se podían compartir públicamente por razones de seguridad nacional». Líder de la oposición Jeremy Corbyn puso en duda, en su respuesta parlamentaria a la declaración de May, la culpa del ataque a Rusia antes de poder conocer los resultados de una investigación independiente, lo que provocó críticas de algunos parlamentarios, incluidos miembros de su propio partido. Unos días después, Corbyn afirmó haber quedado convencido de que las pruebas apuntaban a Rusia. Apoyó la expulsión, pero argumentó que una ofensiva contra el lavado de dinero por parte de firmas financieras del Reino Unido en nombre de los oligarcas rusos sería una medida más eficaz contra el «régimen de Putin» que los planes del gobierno conservador. Corbyn señaló los juicios previos a la guerra de Irak sobre armas de destrucción masiva en Irak como razón para sospechar.
El Consejo de Seguridad de las Naciones Unidas convocó una reunión urgente el 14 de marzo de 2018 por iniciativa del Reino Unido para discutir el incidente de Salisbury. Según el secretario de prensa de la misión rusa, el Reino Unido bloqueó el borrador del comunicado de prensa presentado por Rusia en la reunión del Consejo de Seguridad de las Naciones Unidas. El Reino Unido y Estados Unidos culparon a Rusia por el incidente durante la reunión, y el Reino Unido acusó a Rusia de incumplir sus obligaciones en virtud de la Convención sobre Armas Químicas. Por otra parte, la Casa Blanca apoyó plenamente al Reino Unido al atribuir el ataque a Rusia, así como las medidas punitivas tomadas contra Rusia. La Casa Blanca también acusó a Rusia de socavar la seguridad de países en todo el mundo.
El Reino Unido, y posteriormente la OTAN, solicitaron a Rusia que proporcionara una «divulgación total y completa» del programa Novichok a la Organización para la Prohibición de las Armas Químicas. El 14 de marzo de 2018, el gobierno declaró que proporcionaría una muestra de la sustancia utilizada a la Organización para la Prohibición de las Armas Químicas una vez que lo permitieran las obligaciones legales del Reino Unido derivadas de la investigación criminal.
Boris Johnson dijo el 16 de marzo que era «abrumadoramente probable» que el envenenamiento hubiera sido ordenado directamente por el presidente ruso Vladímir Putin, lo que marcó la primera vez que el gobierno británico acusó a Putin de ordenar personalmente el envenenamiento. Según el Ministerio de Relaciones Exteriores del Reino Unido, el Reino Unido atribuyó el ataque a Rusia basándose en la determinación de Porton Down de que el producto químico era Novichok, inteligencia adicional y la falta de explicaciones alternativas de Rusia. El Laboratorio de Ciencia y Tecnología de la Defensa anunció que estaba «completamente seguro» de que el agente utilizado era Novichok, pero aún no conocía la «fuente precisa» del agente.
El Reino Unido había celebrado una reunión informativa de inteligencia con sus aliados en la que declaró que el producto químico Novichok utilizado en el envenenamiento de Salisbury se produjo en una instalación química en la ciudad de Shikhany, Óblast de Sarátov, Rusia.

## Respuesta de Rusia

### Gobierno ruso
El 6 de marzo de 2018, Andrey Lugovoy, diputado de la Duma Estatal de Rusia (por el Partido Liberal-Demócrata de Rusia) y presunto asesino de Aleksandr Litvinenko, en una entrevista con el Eco de Moscú dijo: «Algo les pasa constantemente a los ciudadanos rusos que huyen de la justicia rusa, o por alguna razón eligen para sí mismos una forma de vida que llaman un cambio de su patria. Así que cuanto más Gran Bretaña acepte en su territorio a todos los buenos para nada, a toda la escoria de todas partes del mundo, más problemas tendrán».
El ministro de Relaciones Exteriores de Rusia, Serguéi Lavrov, rechazó el 9 de marzo la afirmación de Gran Bretaña de la participación de Rusia en el envenenamiento de Skripal y acusó al Reino Unido de difundir «propaganda». Lavrov dijo que Rusia estaba «dispuesta a cooperar» y exigió acceso a las muestras del agente nervioso que se utilizó para envenenar a Skripal. La solicitud fue rechazada por el gobierno británico.
Tras la declaración de Theresa May en el Parlamento británico el 12 de marzo, en la que dio a la administración del presidente Putin hasta la medianoche del día siguiente para explicar cómo un exespía fue envenenado en Salisbury, de lo contrario concluiría que fue un «uso ilegal de la fuerza» por parte del Estado ruso contra el Reino Unido, Lavrov, hablando con la prensa rusa el 13 de marzo, se refirió a la declaración como «un ultimátum de Londres» y respaldó los comentarios hechos por el portavoz del ministerio el día anterior, quien calificó la declaración de May como «un espectáculo de circo en el parlamento británico»; añadió que debía seguirse el procedimiento estipulado por la Convención sobre Armas Químicas, según el cual Rusia tenía derecho a tener acceso a la sustancia en cuestión y diez días para responder. Llamó a las acusaciones sobre la complicidad de Rusia «tonterías». El portavoz del Ministerio de Relaciones Exteriores de Rusia, hablando en un canal de televisión estatal ruso en la noche del 13 de marzo, dijo que nadie tenía derecho a presentarle a Rusia un ultimátum de 24 horas.
El 17 de marzo, Rusia anunció que estaba expulsando a 23 diplomáticos británicos y ordenó el cierre del consulado del Reino Unido en San Petersburgo y la oficina del British Council en Moscú, deteniendo todas las actividades del British Council en Rusia.
El envenenamiento ha sido declarado oficialmente por el gobierno ruso como una invención y una «provocación grotesca organizada con rudeza por las agencias de inteligencia británicas y estadounidenses» para socavar a Rusia.
El gobierno ruso y la embajada de Rusia en el Reino Unido solicitaron repetidamente acceso a los Skripal y buscaron ofrecer asistencia consular. Estas solicitudes y ofertas fueron denegadas o rechazadas.
En septiembre, Rusia describió la situación de los Skripal como «privación de libertad de facto», alegando que se violaron varias convenciones diplomáticas y de derechos humanos. El 5 de septiembre, el gobierno ruso rechazó las acusaciones «contra Rusia y dos presuntos ciudadanos rusos».
El 5 de septiembre de 2018, el secretario de prensa de Putin, Dmitri Peskov, declaró que las acusaciones de May de ese día eran «inaceptables». Peskov afirmó que Rusia no había recibido ninguna solicitud oficial de Gran Bretaña de asistencia para identificar a los dos presuntos oficiales de inteligencia militar rusos del GRU que Scotland Yard cree que llevaron a cabo el ataque de Skripal. El mismo día, el Ministerio de Relaciones Exteriores de Rusia afirmó que el embajador del Reino Unido en Moscú, Laurie Bristow, había dicho que Londres no proporcionaría a Rusia las huellas dactilares, los números de pasaporte, los números de visa o cualquier dato adicional de los sospechosos.
El 12 de septiembre de 2018, Putin, mientras respondía preguntas en la sesión plenaria del IV Foro Económico Oriental en la ciudad portuaria de Vladivostok en el Extremo Oriente ruso, dijo que las autoridades rusas conocían las identidades de los dos hombres de Londres sospechosos de estar involucrados en el caso Skripal y que ambos eran civiles que no habían hecho nada criminal. También dijo que le gustaría que los hombres se presentaran para contar su historia.
El 14 de septiembre, Lavrov declaró: «Nuestra propuesta de poner en funcionamiento los mecanismos existentes entre Londres y Moscú sobre la asistencia jurídica en causas penales sigue en vigor. Como no hay respuesta a nuestra propuesta, tenemos todos los motivos para creer que no ha sido ningún delito lo que estas damas y caballeros están tratando de atribuir a nuestros ciudadanos». El 26 de septiembre, el mismo día que uno de los sospechosos fue identificado como un coronel del GRU, Lavrov instó una vez más a las autoridades británicas a cooperar en la investigación del caso, dijo que Gran Bretaña no había dado pruebas de la culpabilidad de Rusia y sugirió que Gran Bretaña tenía algo que ocultar.
El 25 de septiembre, el FSB ruso comenzó a buscar agentes del Ministerio del Interior (MVD) que habían proporcionado a los periodistas información sobre vuelos y pasaportes extranjeros sobre los sospechosos.

### Medios de comunicación estatales rusos
Durante unos días después del envenenamiento, la historia fue discutida en sitios web, estaciones de radio y periódicos, pero los principales canales de televisión nacionales estatales rusos ignoraron en gran medida el incidente.
El 7 de marzo, el presentador Kiril Kleimiónov del programa de actualidad de la cadena de televisión estatal Piervy Kanal, Vremya, mencionó el incidente y atribuyó la acusación al secretario de Relaciones Exteriores, Boris Johnson. Después de hablar despectivamente de Johnson, Kleimiónov dijo que ser «un traidor a la patria» era una de las profesiones más peligrosas y advirtió: «No elijas Inglaterra como el próximo país para vivir. Cualesquiera sean las razones, si eres un traidor profesional a la patria o simplemente odias a tu país en tu tiempo libre, repito, no importa, no te mudes a Inglaterra. Algo no está bien ahí. Tal vez sea el clima, pero en los últimos años ha habido demasiados extraños incidentes con un resultado grave. Las personas son ahorcadas, envenenadas, mueren en accidentes de helicópteros y caen por las ventanas en cantidades industriales». El comentario de Kleimiónov fue acompañado por un informe que destaca muertes anteriores sospechosas relacionadas con Rusia en el Reino Unido, a saber, además de la del exoficial del FSB Aleksandr Litvinenko, las del financiero Aleksandr Perepilichny, el empresario Borís Berezovski, y el experto en radiación Matthew Puncher. Puncher fue el que descubrió que Litvinenko fue envenenado con polonio; Puncher murió en 2006, cinco meses después de un viaje a Rusia.
El presentador del programa Vesti Nedeli en la televisión estatal rusa (canal Rossiya 1 de VGTRK), Dmitri Kiselyov, dijo el 11 de marzo que el envenenamiento de Serguéi Skripal, quien estaba «completamente exprimido y de poco interés» como fuente, era solo ventajoso para los británicos para «alimentar su rusofobia» y organizar el boicot de la Copa Mundial de la FIFA programada para junio de 2018. Kiselyov se refirió a Londres como un «lugar pernicioso para los exiliados rusos».
Las advertencias de los prominentes presentadores de televisión rusos a los rusos que viven en el Reino Unido se hicieron eco de una advertencia directa similar de un miembro de alto rango del Consejo de la Federación rusa, Andrey Klimov, quien dijo: «Va a ser muy inseguro para ustedes».
Las afirmaciones de los medios de comunicación rusos fueron verificadas por organizaciones de medios del Reino Unido.
Una entrevista con dos hombres que afirmaron ser los sospechosos nombrados por el Reino Unido se transmitió en el canal de televisión estatal RT el 13 de septiembre de 2018 con la editora de RT, Margarita Simonián. Dijeron ser nutricionistas deportivos que habían ido a Salisbury como turistas corrientes simplemente para ver los lugares de interés y buscar productos nutricionales, y dijeron que hicieron un segundo viaje de un día a Salisbury porque lodo había obstaculizado el primero. Afirmaron que deseaban ver Stonehenge, Old Sarum y la «famosa ... aguja de 123 metros» de la Catedral de Salisbury. También dijeron que «tal vez se acercaron a la casa de Skripal, pero no sabíamos dónde estaba», y negaron haber usado Novichok, que supuestamente habían transportado en un frasco de perfume falso, diciendo: «¿Es una tontería que chicos decentes tengan perfume de mujer? La aduana está revisando todo, tendrían preguntas sobre por qué hombres llevan perfume de mujer en su equipaje». Aunque Simonián evitó la mayoría de las preguntas sobre los antecedentes de los dos hombres, insinuó que podrían ser homosexuales preguntando: «Todas las imágenes los muestran a ustedes dos juntos ... ¿Qué tienen en común que pasen tanto tiempo juntos?». The New York Times interpretó la sugerencia al señalar que «La posibilidad de que el Sr. Petrov y el Sr. Boshirov podrían ser homosexuales, para una audiencia rusa, descartaría inmediatamente la posibilidad de que sirvan como oficiales de inteligencia militar».

## Expertos en armas químicas e inteligencia

### Porton Down
El 3 de abril de 2018, Gary Aitkenhead, director ejecutivo del Laboratorio de Ciencia y Tecnología de Defensa del Gobierno (Dstl) en Porton Down responsable de examinar la sustancia involucrada en el caso, dijo que habían establecido que el agente era Novichok o de esa familia, pero que no habían podido para verificar la «fuente precisa» del agente nervioso y que «proporcionaron la información científica al gobierno, que luego ha utilizado una serie de otras fuentes para reconstruir las conclusiones a las que ha llegado». Aitkenhead se negó para comentar si el laboratorio había desarrollado o mantiene reservas de Novichok. También descartó las especulaciones de que la sustancia podría haber venido de Porton Down: «No hay forma de que algo así pueda haber venido de nosotros o haber salido de las cuatro paredes de nuestras instalaciones». Aitkenhead dijo que la creación del agente nervioso fue «probablemente sólo dentro de las capacidades de un actor estatal» y no existía un antídoto conocido.

### Excientíficos y oficiales de inteligencia rusos
Vil Mirzayanov, un excientífico de la Unión Soviética que trabajó en el instituto de investigación que desarrolló la clase de agentes nerviosos Novichok y vive en los Estados Unidos, cree que cientos de personas podrían haberse visto afectadas por la contaminación residual en Salisbury. Dijo que Serguéi y Yulia Skripal, si fueran envenenados con un Novichok, quedarían con problemas de salud debilitantes por el resto de sus vidas. También criticó la respuesta de la Salud Pública de Inglaterra, diciendo que lavar las pertenencias personales era insuficiente para eliminar los rastros de la sustancia química.
Otros dos científicos rusos que ahora viven en Rusia y han estado involucrados en el desarrollo de armas químicas de la era soviética, Vladímir Úglev y Leonid Rink, fueron citados diciendo que los agentes Novichok se habían desarrollado en las décadas de 1970 y 1980 dentro del programa oficialmente titulado FOLIANT. y el término Novichok se refería a todo un sistema de uso de armas químicas; ellos, así como Mirzayanov, quien publicó la fórmula de Novichok en 2008, también señalaron que los agentes de tipo Novichok podrían sintetizarse en otros países. En 1995, Leonid Rink recibió una sentencia condicional de un año por vender agentes de Novichok a compradores no identificados, poco después del envenenamiento fatal del banquero ruso Iván Kivilidi por Novichok.
Un exoficial del KGB y el FSB, Borís Karpichkov, que operó en Letonia en la década de 1990 y huyó al Reino Unido en 1998, dijo al programa Good Morning Britain de ITV que el 12 de febrero de 2018, tres semanas antes del ataque de Salisbury y exactamente en su cumpleaños, recibió un mensaje por teléfono de «una fuente muy confiable» en el FSB diciéndole a Karpichkov que «algo malo [iba] a pasar con [él] y otras siete personas, incluido el Sr. Skripal», de quien entonces no sabía nada. Karpichkov dijo que ignoró el mensaje en ese momento, pensando que no era serio, ya que anteriormente había recibido mensajes de ese tipo. Según Karpichkov, la lista del FSB incluye los nombres de Oleg Gordievski y Bill Browder.

### Laboratorio Spiez en Suiza
El Servicio Federal de Inteligencia de Suiza afirmó el 14 de septiembre de 2018 que dos espías rusos habían sido capturados en los Países Bajos y expulsados, a principios de año, por intentar hackear el Laboratorio Spiez (en) en la ciudad suiza de Spiez, un laboratorio designado por la OPAQ que tenía la tarea de confirmar que las muestras de veneno recogidas en Salisbury eran Novichok. Los espías fueron descubiertos a través de una investigación conjunta de los servicios de inteligencia suizos, holandeses y británicos. Los dos hombres expulsados no eran los mismos que los sospechosos de Salisbury.

## Respuesta de otros países y organizaciones

### Gobierno de los Estados Unidos
Tras la declaración de Theresa May en el Parlamento británico, el secretario de Estado de los Estados Unidos, Rex Tillerson, emitió una declaración el 12 de marzo que apoyaba plenamente la postura del gobierno del Reino Unido sobre el ataque de envenenamiento, incluida «su evaluación de que Rusia probablemente fue responsable del ataque con un agente nervioso que tomó lugar en Salisbury». Al día siguiente, el presidente de los Estados Unidos, Donald Trump, dijo que probablemente Rusia era la responsable.
La embajadora de los Estados Unidos ante las Naciones Unidas, Nikki Haley, en la sesión informativa del Consejo de Seguridad el 14 de marzo de 2018, declaró: «Los Estados Unidos creen que Rusia es responsable del ataque contra dos personas en el Reino Unido con un agente nervioso de grado militar».
Siguiendo la recomendación del Consejo de Seguridad Nacional de los Estados Unidos, el presidente Trump, el 26 de marzo, ordenó la expulsión de sesenta diplomáticos rusos (a los que la Casa Blanca denominó «oficiales de inteligencia rusos») y el cierre del consulado ruso en Seattle. La acción se consideró «en respuesta al uso por parte de Rusia de un arma química de grado militar en el suelo del Reino Unido, el último en su patrón continuo de actividades desestabilizadoras en todo el mundo».
El 8 de agosto, cinco meses después del envenenamiento, el gobierno de los Estados Unidos acordó imponer sanciones a los bancos y exportaciones rusos. El 6 de agosto, el Departamento de Estado de los Estados Unidos concluyó que Rusia estaba detrás del envenenamiento. Se preveía que las sanciones, que se aplican en virtud de la ley de control de armas químicas y biológicas y eliminación de la guerra de 1991 (Ley CBW), entrarían en vigor el 27 de agosto. Sin embargo, estas sanciones no fueron implementadas por la administración Trump.

### Unión Europea y Estados miembros
El vicepresidente de la Comisión Europea, Frans Timmermans, abogó por una solidaridad europea «inequívoca, inquebrantable y muy fuerte» con el Reino Unido cuando habló con los legisladores en Estrasburgo el 13 de marzo. Federica Mogherini, Alta Representante de la Unión para Asuntos Exteriores y Política de Seguridad, expresó su sorpresa y ofreció el apoyo del bloque. El eurodiputado y líder de la Alianza de los Demócratas y Liberales por Europa en el Parlamento Europeo, Guy Verhofstadt, proclamó su solidaridad con el pueblo británico.
Durante una reunión en el Consejo de Asuntos Exteriores de la Unión Europea el 19 de marzo, todos los ministros de relaciones exteriores de la Unión Europea declararon en una declaración conjunta que «la Unión Europea expresa su solidaridad sin reservas con el Reino Unido y su apoyo, incluidos los esfuerzos del Reino Unido para llevar a los responsables de este crimen a la justicia». Además, la declaración también señaló que «La Unión Europea se toma muy en serio la evaluación del Gobierno del Reino Unido de que es muy probable que la Federación de Rusia sea responsable».
Norbert Röttgen, exministro federal del gobierno de Angela Merkel y actual presidente del comité parlamentario de asuntos exteriores de Alemania, dijo que el incidente demostró la necesidad de que Gran Bretaña revise su política de puertas abiertas hacia la capital rusa de origen dudoso.
Dieciséis países de la Unión Europea expulsaron a 33 diplomáticos rusos el 26 de marzo.
La Unión Europea sancionó oficialmente a cuatro rusos sospechosos de llevar a cabo el ataque el 21 de enero de 2019. El jefe del GRU Igor Kostyukov y el subdirector Vladimir Alexseyev fueron sancionados junto con Mishkin y Chepiga. Las sanciones les prohibieron viajar a la UE y congelaron cualquier activo que pudieran tener allí, además de prohibir a cualquier persona o empresa en la UE que brindara apoyo financiero a los sancionados.

### Otros países no pertenecientes a la UE
Albania, Australia, Canadá, Georgia, Macedonia del Norte, Moldavia, Noruega y Ucrania expulsaron a un total de 27 diplomáticos rusos que se creía que eran oficiales de inteligencia. El Gobierno de Nueva Zelanda también emitió un comunicado apoyando las acciones, señalando que habría expulsado a cualquier agente de inteligencia ruso que hubiera sido detectado en el país.

### OTAN
La OTAN emitió una respuesta oficial al ataque el 14 de marzo. La alianza expresó su profunda preocupación por el primer uso ofensivo de un agente nervioso en su territorio desde su fundación y dijo que el ataque fue una violación de los tratados internacionales. Pidió a Rusia que revelara plenamente su investigación del agente Novichok a la Organización para la Prohibición de las Armas Químicas.
Jens Stoltenberg, secretario general de la OTAN, anunció el 27 de marzo que la OTAN expulsaría a siete diplomáticos rusos de la misión rusa ante la OTAN en Bruselas. Además, a tres puestos vacantes en la misión se les ha negado la acreditación de la OTAN. Rusia culpó a Estados Unidos por la respuesta de la OTAN.

### Respuestas conjuntas
Los líderes de Francia, Alemania, Estados Unidos y el Reino Unido emitieron una declaración conjunta el 15 de marzo en la que respaldaban la postura del Reino Unido sobre el incidente, afirmando que era "muy probable que Rusia fuera responsable" y pidiendo a Rusia que proporcionara una información completa a la Organización para la Prohibición de las Armas Químicas en relación con su programa de agentes nerviosos Novichok. El 19 de marzo, la Unión Europea también emitió una declaración en la que condenaba enérgicamente el ataque y afirmaba que «se toma muy en serio la evaluación del Gobierno del Reino Unido de que es muy probable que la Federación de Rusia sea responsable».
El 6 de septiembre de 2018, Canadá, Francia, Alemania y Estados Unidos emitieron una declaración conjunta en la que dijeron que tenían «plena confianza» en que el ataque de Salisbury fue orquestado por el Departamento Central de Inteligencia de Rusia y «casi con certeza fue aprobado por un alto nivel gubernamental» e instó a Rusia a proporcionar información completa sobre su programa Novichok a la OPAQ.

## Expulsión de diplomáticos

Diplomáticos rusos expulsados.

A finales de marzo de 2018, varios países y otras organizaciones expulsaron a un total de más de 150 diplomáticos rusos en una muestra de solidaridad con el Reino Unido. Según la BBC, fue «la mayor expulsión colectiva de oficiales de inteligencia rusos en la historia».
El Reino Unido expulsó a 23 diplomáticos rusos el 14 de marzo de 2018. Tres días después, Rusia expulsó a un número igual de diplomáticos británicos y ordenó el cierre del consulado del Reino Unido en San Petersburgo y el cierre del British Council en Rusia. Nueve países expulsaron a los diplomáticos rusos el 26 de marzo: junto con otras seis naciones de la UE, Estados Unidos, Canadá, Ucrania y Albania. Al día siguiente, varias naciones dentro y fuera de la UE y la OTAN respondieron de manera similar. El 30 de marzo, Rusia expulsó a un número igual de diplomáticos de la mayoría de las naciones que habían expulsado a diplomáticos rusos. Para entonces, Bélgica, Montenegro, Hungría y Georgia también habían expulsado a uno o más diplomáticos rusos. Además, el 30 de marzo, Rusia redujo el tamaño del personal total de la misión del Reino Unido en Rusia para igualar el de la misión rusa al Reino Unido.
Bulgaria, Luxemburgo, Malta, Portugal, Eslovaquia, Eslovenia y la propia Unión Europea no han expulsado a ningún diplomático ruso, pero han llamado a sus embajadores de Rusia para celebrar consultas. Además, Islandia decidió boicotear diplomáticamente la Copa Mundial de Fútbol de 2018 celebrada en Rusia.
| País u organización | Diplomáticos expulsados                                       | Fecha anunciada | Respuesta de Rusia | Fecha anunciada |
| ------------------- | ------------------------------------------------------------- | --------------- | --- | --------------- |
| Albania             | 2                                                             | 26 de marzo     | 2 diplomáticos expulsados por Rusia. | 30 de marzo     |
| Alemania            | 4                                                             | 26 de marzo     | 4 diplomáticos expulsados por Rusia. | 30 de marzo     |
| Australia           | 2                                                             | 27 de marzo     | 2 diplomáticos expulsados por Rusia. | 30 de marzo     |
| Bélgica             | 1                                                             | 27 de marzo     | 1 diplomático expulsado (el agregado económico). | 4 de abril      |
| Canadá              | 4                                                             | 26 de marzo     | 4 diplomáticos expulsados por Rusia. | 30 de marzo     |
| República Checa     | 3                                                             | 26 de marzo     | 3 diplomáticos expulsados por Rusia. | 30 de marzo     |
| Croacia             | 1                                                             | 26 de marzo     | 1 diplomático con base en Zagreb declarado persona non grata. | 30 de marzo     |
| Dinamarca           | 2                                                             | 26 de marzo     | 2 diplomáticos expulsados por Rusia. | 30 de marzo     |
| España              | 2                                                             | 26 de marzo     | 2 diplomáticos expulsados por Rusia. | 30 de marzo     |
| Estados Unidos      | 60. Los consulados rusos en San Francisco y Seattle cerraron. | 26 de marzo     | 60 diplomáticos estadounidenses expulsados por Rusia. El consulado de Estados Unidos en San Petersburgo es cerrado.                                                             | 30 de marzo     |
| Estonia             | 1                                                             | 26 de marzo     | 1 diplomático expulsado por Rusia. | 30 de marzo     |
| Finlandia           | 1                                                             | 26 de marzo     | 1 diplomático expulsado por Rusia. | 30 de marzo     |
| Francia             | 4                                                             | 26 de marzo     | 4 diplomáticos expulsados por Rusia. | 30 de marzo     |
| Georgia             | 1                                                             | 30 de marzo     | 1 diplomático expulsado por Rusia. | 13 de abril     |
| Hungría             | 1                                                             | 26 de marzo     | 1 diplomático expulsado por Rusia. | 4 de abril      |
| Irlanda             | 1                                                             | 27 de marzo     | 1 diplomático expulsado por Rusia. | 30 de marzo     |
| Italia              | 2                                                             | 26 de marzo     | 2 diplomáticos expulsados por Rusia. | 30 de marzo     |
| Letonia             | 1                                                             | 26 de marzo     | 1 diplomático expulsado por Rusia. | 30 de marzo     |
| Lituania            | 3                                                             | 26 de marzo     | 3 diplomáticos expulsados por Rusia. | 30 de marzo     |
| Macedonia del Norte | 1                                                             | 26 de marzo     | 1 diplomático expulsado por Rusia. | 30 de marzo     |
| Moldavia            | 3                                                             | 27 de marzo     | 3 diplomáticos expulsados por Rusia. | 30 de marzo     |
| Montenegro          | 1                                                             | 28 de marzo     | 1 diplomático expulsado por Rusia. | 2 de abril      |
| OTAN                | 7                                                             | 27 de marzo     | |                 |
| Noruega             | 1                                                             | 26 de marzo     | 1 diplomático expulsado por Rusia. | 30 de marzo     |
| Países Bajos        | 2                                                             | 26 de marzo     | 2 diplomáticos expulsados por Rusia. | 30 de marzo     |
| Polonia             | 4                                                             | 26 de marzo     | 4 diplomáticos expulsados por Rusia. | 30 de marzo     |
| Reino Unido         | 23                                                            | 14 de marzo     | 23 diplomáticos británicos expulsados por Rusia. El consulado británico en San Petersburgo es cerrado. Se cierra la oficina rusa del British Council.                           | 17 de marzo     |
| Reino Unido         | 23                                                            | 14 de marzo     | La misión diplomática del Reino Unido a Rusia se redujo en tamaño para coincidir con la misión rusa al Reino Unido. Requiere que el Reino Unido retire a otros 27 funcionarios. | 30 de marzo     |
| Rumania             | 1                                                             | 26 de marzo     | 1 diplomático expulsado por Rusia. | 30 de marzo     |
| Suecia              | 1                                                             | 26 de marzo     | 1 diplomático expulsado por Rusia. | 30 de marzo     |
| Ucrania             | 13                                                            | 26 de marzo     | 13 diplomáticos expulsados por Rusia. | 30 de marzo     |

## Secuelas
Algunos de los vehículos de emergencia utilizados en respuesta al envenenamiento han sido enterrados en un vertedero cerca de Cheltenham.
El 13 de septiembre, Christopher Busby, un científico investigador jubilado, que es un experto habitual en la red de televisión controlada por el gobierno ruso RT, fue arrestado después de que la policía allanara su casa en Bideford. Busby fue un crítico abierto del manejo del gobierno británico del envenenamiento de Salisbury. En un video, declaró: «Para dejarlo perfectamente claro, no hay forma de que exista alguna prueba de que el material que envenenó a los Skripal provenga de Rusia». Busby estuvo detenido durante 19 horas en virtud de la Ley de Sustancias Explosivas de 1883, antes de ser liberado sin más acciones. Después de su liberación, Busby le dijo a la BBC que creía que el hecho de que dos de los agentes que habían allanado su propiedad se sintieran mal después se explicaba por «problemas psicológicos asociados con su conocimiento del envenenamiento por Skripal».
El 16 de septiembre, los temores de contaminación por Novichok volvieron a estallar después de que dos personas se enfermaran en un restaurante Prezzo, a 300 metros de la ubicación de Zizzi donde los Skripal habían comido antes de colapsar. El restaurante, un pub cercano y las calles circundantes fueron acordonados, con algunos clientes bajo observación o no pudieron salir del área. Al día siguiente, la policía dijo que «no había nada que sugiriera que Novichok» fuera la causa de que las dos personas enfermaran. Sin embargo, el 19 de septiembre, una de las presuntas víctimas, Anna Shapiro, afirmó en el periódico The Sun que el incidente había sido un intento de asesinato por parte de Rusia contra ella y su esposo. Este artículo fue posteriormente retirado de The Sun «por motivos legales» y la policía comenzó a investigar el incidente como un «posible engaño» luego de que la pareja fuera dada de alta del hospital.
En abril de 2019, The New York Times informó que la entonces subdirectora de la CIA, Gina Haspel, informó a Donald Trump en una discusión que niños pequeños habían sido hospitalizados y patos habían muerto después de la exposición al agente nervioso Novichok que envenenó a los Skripal. Ella le mostró fotos de estas víctimas que, según informó The New York Times, habían sido proporcionadas por funcionarios británicos. El incidente fue citado como un ejemplo de las «habilidades persuasivas» de Haspel. En respuesta, Tracy Daszkiewicz, directora de salud pública de Wiltshire, dijo: «No hubo más víctimas que las declaradas anteriormente. Ningún animal se vio afectado por el incidente y ningún niño estuvo expuesto o se enfermó como resultado de ninguno de los incidentes».

### Opinión pública rusa
The Moscow Times informó más tarde en el año de los envenenamientos (en octubre de 2018) que los resultados de la encuesta publicada por la encuestadora independiente del Levada Center indicaban que el 28 por ciento de los rusos cree que los servicios de inteligencia británicos estaban detrás del envenenamiento de los Skripal, con solo el 3 por ciento diciendo que creen que sus propios oficiales de inteligencia llevaron a cabo el ataque. Otro 56 por ciento dijo que «podría haber sido cualquiera». Mientras tanto, el 37 por ciento de los encuestados dijo que conocía el caso en detalle y el 33 por ciento dijo que había «escuchado algo» sobre y otro 20 por ciento dijo que no había oído nada sobre el envenenamiento.

## Dinero de recuperación
Al 17 de octubre de 2018, el gobierno había prometido un total de £ 7,5 millones en apoyo de la ciudad y para apoyar las empresas, impulsar el turismo y cubrir costos inesperados. El Consejo de Wiltshire había gastado o prometido £ 7 338 974 en recuperación, y medio millón más «estaba en trámite»:
- £ 733 381 para cierres inesperados y pérdida de afluencia de empresas.
- £ 404 024 en subvenciones de ingresos para 74 empresas.
- £ 99 891 en subvenciones de capital.
- £ 229 446 en reducción de tarifas comerciales para 56 empresas.
- £ 210 491 en eventos para impulsar el turismo.
- £ 500 000 del Departamento de Digital, Cultura, Medios y Deporte.
- £ 4000 en limpieza en seco o eliminación de ropa que se cree que está contaminada por Novichok.
- £ 1 millón para mantener seguros los sitios contaminados.
- £ 570 000 de dinero de recuperación para cubrir los costos de estacionamiento gratuito y servicios gratuitos de estacionamiento y transporte.
- £ 4,1 millones del dinero prometido por el Ministerio del Interior para cubrir los gastos de la policía de Wiltshire. Un comisionado del consejo dijo que el costo policial total había excedido los £ 10 millones. Habiendo asignado 6,6 millones de libras esterlinas para financiar la fuerza policial, dijo que esperaba «recuperar la cantidad total del gobierno central».[280]

## Reconocimiento de los respondedores
El subjefe de policía Paul Mills y el superintendente Dave Minty de la policía de Wiltshire recibieron la Medalla de la Policía de la Reina en los honores de Año Nuevo 2020 por su papel en la respuesta al incidente..
Los servicios de emergencia combinados de Wiltshire recibieron el premio «Pride of Wiltshire» de Wiltshire Life en 2019.

## Representaciones de los medios
The Salisbury Poisonings, una dramatización de los hechos en tres partes que se centra en la respuesta de los funcionarios locales y la comunidad local, se transmitió en BBC One en junio de 2020.